# Buon Natale... buon anno
Buon Natale... buon anno is een Frans-Italiaanse film van Luigi Comencini die werd uitgebracht in 1989.

## Samenvatting
Gino et Elvira, een zestigjarig koppel, zien zich wegens te veel schulden verplicht hun huis te verkopen. Ze hebben twee dochters maar noch Patrizia noch Giannina is in staat hen samen te herbergen. In hun nieuw gezin moeten Gino et Elvira weldra opdraven als manusje-van-alles. Zo hebben ze amper nog de gelegenheid om elkaar te zien. Aangezien ze nog steeds verliefd zijn als twintigjarigen doen ze het onmogelijke om af te spreken, in het geheim, als stiekeme minnaars, in een hotel bijvoorbeeld. 
Als de vakantie aanbreekt moet Elvira haar dochter naar zee vergezellen. Gino blijft alleen achter in Rome. Ten slotte smeden ze een plan om te ontsnappen aan deze oncomfortabele situatie.

## Rolverdeling
| Acteur           | Personage |
| ---------------- | --------- |
| Virna Lisi       | Elvira    |
| Michel Serrault  | Gino      |
| Mattia Sbragia   | Giorgio   |
| Consuelo Ferrara | Patrizia  |
| Tiziana Pini     | Giannina  |
| Nar Sene         | Abraham   |
| Paolo Graziosi   | Pietro    |